# Derek Needham
Derek Needham (Dolton, 20 ottobre 1990) è un cestista statunitense naturalizzato montenegrino.

## Carriera
Con il Montenegro ha disputato i Campionati mondiali del 2019.

## Statistiche

### College
| Anno      | Squadra         | PG  | PT  | MP   | TC%  | 3P%  | TL%  | RP  | AP  | PRP | SP  | PP   |
| --------- | --------------- | --- | --- | ---- | ---- | ---- | ---- | --- | --- | --- | --- | ---- |
| 2009-2010 | Fairfield Stags | 34  | 34  | 36,5 | 38,2 | 30,7 | 72,4 | 3,2 | 5,2 | 1,8 | 0,1 | 16,4 |
| 2010-2011 | Fairfield Stags | 33  | 33  | 35,2 | 35,7 | 30,9 | 70,0 | 3,0 | 4,5 | 1,4 | 0,0 | 14,1 |
| 2011-2012 | Fairfield Stags | 29  | 29  | 30,2 | 39,7 | 38,9 | 70,4 | 2,7 | 3,4 | 1,3 | 0,2 | 11,8 |
| 2012-2013 | Fairfield Stags | 35  | 35  | 33,1 | 39,8 | 32,6 | 76,9 | 3,4 | 3,1 | 1,4 | 0,1 | 14,6 |
| Carriera  | Carriera        | 131 | 131 | 33,9 | 38,2 | 33,1 | 72,5 | 3,1 | 4,1 | 1,5 | 0,1 | 14,3 |

### Eurocup
| Anno      | Squadra    | PG | PT | MP   | TC%  | 3P%  | TL%  | RP  | AP  | PRP | SP  | PP   |
| --------- | ---------- | -- | -- | ---- | ---- | ---- | ---- | --- | --- | --- | --- | ---- |
| 2018-2019 | Monaco     | 15 | 13 | 27,3 | 36,7 | 36,5 | 83,3 | 2,3 | 3,9 | 1,0 | 0,1 | 8,7  |
| 2020-2021 | Mornar Bar | 11 | 10 | 23,4 | 31,8 | 31,4 | 72,2 | 1,5 | 5,1 | 1,0 | 0,1 | 7,7  |
| 2021-2022 | Bursaspor  | 22 | 22 | 30,0 | 47,9 | 47,5 | 88,2 | 2,5 | 4,7 | 1,4 | 0,0 | 13,1 |
| 2022-2023 | Bursaspor  | 19 | 19 | 28,8 | 47,9 | 49,5 | 81,8 | 2,3 | 4,2 | 1,3 | 0,1 | 14,0 |
| 2023-2024 | Beşiktaş   | 22 | 22 | 25,0 | 38,0 | 37,3 | 78,9 | 2,0 | 3,4 | 0,8 | 0,1 | 12,0 |
| Carriera  | Carriera   | 89 | 86 | 27,2 | 41,9 | 41,7 | 81,5 | 2,2 | 4,2 | 1,1 | 0,1 | 11,6 |

## Palmarès
- Lega Baltica: 1

Šiauliai: 2013-14
- Campionato ucraino: 1

Khimik: 2014-15
- Campionato montenegrino: 1

Mornar Bar: 2017-18

### Individuale
- All-Eurocup First Team: 1

Bursaspor: 2021-22